# Едуард Макдауъл
Едуард Алекзандър Макдауъл (на английски: Edward Alexander MacDowell) е американски композитор и пианист от периода на късния романтизъм. Той е известен най-вече с произведението си Скици от гората (Woodland sketches).
Първите си уроци по пиано взима от Хуан Буитраго, колумбийски цигулар, който живее при семейството му. Макдауъл по-късно продължава да изучава пиано и солфеж, както и композиционни техники от приятели на Буитраго, сред които и Тереза Кареньо, венецуелска пианистка. През 1877 семейството му се премества да живее в Париж и там Макдауъл постъпва в Парижката консерватория, а по-късно учи и в Консерваторията на Хох във Франкфурт.
През 1884 година той се жени за Мариан Гризуолд Невинс, която е била негова преподавателка по пиано. Живеят първо във Франкфурт, а после във Вайсбаден. Между 1885 и 1888 г. Едуард Макдауъл се отдава изцяло на композирането, и създава голяма част от по-известните си произведения. През есента на 1888 г= той се завръща в Америка заради финансови затруднения, и до 1896 г. живее с жена си в Бостън. Назначен е като преподавател в Колумбийския университет до 1904 г. През 1907 година жена му основава Колонията на Макдауъл – селище на изкуствата, където са се събирали музиканти с цел подобряване или усвояване на нови умения. Едуард Макдауъл умира през 1908 г= и е погребан на същото място.
Музиката му е в романтичен стил, често нежна, напомняща за импресионистичните течения.

## По-известни произведения
- 9 концерта за оркестър
- Скици от гората – пиеси за пиано
- Горски идилии, за пиано
- Две фантастични пиеси, за пиано
- Две северни песни, за смесен хор